# Київ (журнал, 1949—1964)
«Київ» («Kyiw») — журнал «літератури, науки, мистецтва, критики і суспільного життя». Видавався однойменним видавництвом у Філадельфії у 1949—1964 роках (за іншими джерелами — 1950-1965) за редакцією професора Пенсільванського університету  Богдана Романенчука. 

Щорічно виходило 6 чисел журналу обсягом 50—60 сторінок.

## Публікації журналу
Головне коло авторів «Києва» — письменники-емігранти: Емма Андієвська, Богдан Бойчук, Віра Вовк, Святослав Гординський, Докія Гуменна, Федір Дудко, Галина Журба, Олег Зуєвський, Олекса Ізарський, Іван Керницький, Патриція Килина, Юрій Косач, Ігор Костецький, Богдан Кравців, Наталія Лівицька-Холодна, Оксана Лятуринська, Євген Маланюк, Михайло Орест, Михайло Островерха, Тодось Осьмачка, Микола Понеділок, Богдан Рубчак, Олекса Стефанович, Остап Тарнавський.
Досить часто звертався журнал і до творчості письменників, знищених комуністичним та нацистським режимами (Кость Буревій, Олекса Влизько, Микола Вороний, Михайло Драй-Хмара, Микола Зеров, Григорій Косинка, Микола Куліш, Юрій Липа, Олег Ольжич, Валер’ян Підмогильний, Павло Филипович). Друкувались також твори Богдана-Ігоря Антонича та Юрія Дарагана, які рано пішли з життя.
Друкувались також твори письменників з Радянської України, серед яких Борис Антоненко-Давидович, Микола Бажан, Юрій Бедзик, Єва Будницька, Микола Вінграновський, Євген Гуцало, Іван Драч, Роман Іваничук, Ліна Костенко, Ірина Жиленко, Світлана Йовенко, Віталій Коротич, Юрій Кругляк, Роман Кудлик, Євген Летюк, Микола Лиходід, Володимир Міщенко, Дмитро Міщенко, Андрій М’ястківський, Борис Олійник, Микола Олійник, Максим Рильський, Михайло Рубашов, Василь Симоненко, Семен Скляренко, Леонід Смілянський, Вадим Собко, Валентина Ткаченко, Юрій Яновський, Андрій Ярмульський.
На сторінках журналу приділялась також увага публікації творів світової літератури (Шарль Бодлер, Стефан Георге, Леконт де Ліль, Антоніо Мачадо, Овідій. Райнер Марія Рільке та ін.) у перекладах Михайла Ореста, Олега Зуєвського, Святослава Гординського, Богдана Кравціва.  
Також на сторінках журналу опубліковані спогади В. Блавацького, Д. Ґонти, О. Корчака-Городиського, О. Домбровського, Ф. Дудка, О. Ізарського, І. Керницького, В. Короліва-Старого, Г. Лащенко, М. Мухина, В. Пачовського, Р. Пачовського та ін. історичних постатей. 
Сам редактор журналу — Б. Романенчук, найчастіше виступав на сторінках видання у ролі історика літератури, критика й публіциста. Його перу належать студії про естетичні погляди Тараса Шевченка та Івана Франка, дослідження про жанри новели й оповідання, численні есеї про нових лавреатів Нобелівської премії, «мандрівки по книгарських полицях» (огляди книжкових новинок), рецензіЇ, полемічні статті й нотатки.